# Фёдоров, Анатолий Петрович
Анатолий Петрович Фёдоров — советский хозяйственный, государственный и политический деятель.

## Биография
Родился в 1919 году в Ташкенте. Член КПСС.
С 1941 года — на хозяйственной, общественной и политической работе. В 1941—1982 гг. — мастер, главный инженер железнодорожной станции, заместитель начальника, начальник дистанции пути, начальник Ашхабадской железной дороги, начальник участка Среднеазиатской железной дороги, заместитель председателя Совета Министров Каракалпакской АССР, секретарь Каракалпакского обкома КП Узбекистана.
Умер в Ташкенте в 1984 году.